# Byrrhus cyclophorus
Byrrhus cyclophorus là một loài bọ cánh cứng trong họ Byrrhidae. Loài này được Kirby miêu tả khoa học năm 1837.